# Rudolf Powarnizyn
Rudolf Pawlowytsch Powarnizyn (ukrainisch Рудольф Павлович Поварніцин, engl. Transkription Rudolf Povarnitsyn; * 13. Juni 1962 in Wotkinsk) ist ein ehemaliger ukrainischer Leichtathlet, der für die Sowjetunion startend als Hochspringer erfolgreich war.
Der bis dahin international unbekannte Athlet verblüffte die Fachwelt, als er am 11. August 1985 in Donezk als erster Mensch eine Höhe 2,40 m übersprang und dabei seine persönliche Bestleistung um erstaunliche 14 Zentimeter steigern konnte. Damit übertraf er den alten Weltrekord des Chinesen Zhu Jianhua um einen Zentimeter. Allerdings wurde Powarnizyn bereits drei Wochen später durch Igor Paklin, der bei der Universiade in Kōbe 2,41 m übersprang, als Weltrekordhalter abgelöst.
Seinen bedeutendsten Erfolg erzielte Powarnizyn mit dem Gewinn der Bronzemedaille im Hochsprung bei den Olympischen Spielen 1988 in Seoul. Hinter dem sowjetischen Sieger Hennadij Awdjejenko (2,38 m) übersprangen mit dem US-Amerikaner Hollis Conway, dem Schweden Patrik Sjöberg und Powarnizyn drei Athleten 2,36 m. Conway belegte aufgrund der geringeren Anzahl von Fehlversuchen den zweiten Platz vor Sjöberg und Powarnizyn, die sich den dritten Rang teilten.
1989 wurde Powarnizyn sowjetischer Meister im Hochsprung. Außerdem gewann er im selben Jahr bei der Universiade die Bronzemedaille hinter dem Kubaner Javier Sotomayor und Hollis Conway.  Bei den Leichtathletik-Weltmeisterschaften 1991 in Tokio erreichte Powarnizyn lediglich den 13. Platz.
Rudolf Powarnizyn ist 2,01 m groß und wog in seiner aktiven Zeit 75 kg. Er wurde von Wladimir Kiba trainiert.